# رودي ريتش
رودريك واين مور جونيور (من مواليد 22 أكتوبر 1998)، والمعروف مهنيًا باسم رودي ريتش (بالإنجليزية: Roddy Ricch)، هو مغني راب ومغني وكاتب أغاني أمريكي. أصدر أول اثنين من أشرطة مزيج فيد ذا ستريتس (2017) وفيد ذا ستريتس 2 (2018) من خلال الناشر، بيرد فيجون إنترتيمنت. بلغ الأخير المرتبة 67 على لائحة بيلبورد 200 للأبومات في الولايات المتحدة وصاحَب ظهور أول أغنية له في ترتيب بيلبورد 100 «داي يونغ». في عام 2019، ظهر رودي ريتش في أغنية نيبسي هوسل الفردية «راكس إن ذا ميدل»، والتي أكسبته جائزة غرامي لأفضل أداء راب، وأغنية موستارد المنفردة «بالن»، والتي وصلت إلى أفضل 20 أغنية في ترتيب بيلبورد هوت 100.
أول ألبوم استوديو لرودي ريتش لأول مرة هو بليز إكسكيوز مي فور بينغ إنتاي سوشيال (2019) تم إصداره عن طريق تسجيلات أتلانتيك وحقق المرتبة الأولى في أول أسبوع له في ترتيب بيلبورد 200 للألبومات. وقد حققت أغنية «ذا بوكس» المركز الأول لمدة 11 أسبوع متتالية في ترتيب بيلبورد هوت 100، لتصبح أغنيته الأكثر شعبية في جميع أنحاء العالم، بالإضافة إلى أغنية «هاي فاشون» بمساعدة موستارد. وأغنية دا بيْبي «روكستار» المنفردة، التي تضم رودي ريتش، ثاني أغنية له تحقق المركز الأول على هوت 100. طوال مسيرته المهنية، تم ترشيح رودي ريتش لثلاث جوائز جرامي، وفاز بواحدة.

## ديسكغرافيا
- بليز إكسكيوز مي فور نات بينغ إنتاي سوشيال (2019)

## روابط خارجية
- رودي ريتش على موقع IMDb (الإنجليزية)
- رودي ريتش على موقع ميوزك برينز (الإنجليزية)
- رودي ريتش على موقع أول ميوزيك (الإنجليزية)
- رودي ريتش على موقع ديسكوغز (الإنجليزية)
- رودي ريتش على موقع قاعدة بيانات الفيلم (الإنجليزية)